# Universiteit van Nebrija
De Universiteit van Nebrija is een particuliere universiteit in de Spaanse hoofdstad Madrid, opgericht in 1995. De universiteit is vernoemd naar Elio Antonio de Nebrija, een Castiliaans humanist en taalkundige.

## Faculteiten
- Techniek
- Onderwijs
- Rechten
- Politieke Wetenschappen